# 西尔斯比效应
西尔斯比效应（英語：Silsbee effect），或西尔斯比定则（Silsbee rule），是弗朗西斯·B·西尔斯比（Francis B. Silsbee）在1916年发表的一个关于超导的结论：对于第一类超导体，超导临界电流在超导体表面产生的磁场强度等于超导临界磁场。大于临界值的磁场会破坏超导态；大于临界值的电流也会破坏超导体的超导状态。临界电流的大小取决于材料的种类以及几何形状（对于截面半径为1毫米的导线，临界电流可达100安培）。

## 导线中的西尔斯比效应

临界半径 关于温度的函数图像。

邁斯納效應效应的研究中发现，对超导体施加过强的磁场会破坏超导态；能够施加的最大磁场被称作超导临界磁场 {\displaystyle H_{c}}。实验中测得超导临界磁场与温度有如下关系：
{\displaystyle H_{c}(T)=H_{c0}\left(1-\left({\frac {T}{T_{c}}}\right)^{2}\right)}
其中 {\displaystyle H_{c0}} 表示绝对零度时的临界磁场。
根据西尔斯比定则，临界磁场的大小等于临界电流所产生的磁场大小，即 {\displaystyle H_{c}=I_{c}/2\pi r_{c}}（安培定律）。因此，导线截面的临界半径为
{\displaystyle r_{c}={\frac {I_{c}}{2\pi H_{c0}\left(1-\left({\frac {T}{T_{c}}}\right)^{2}\right)}}}
如右图所示，若电流为定值，升温会导致临界半径也随之增大，需要截面半径更大的导线维持超导状态。
CGS制下的临界电流密度可以表示为：
{\displaystyle J_{c}={\frac {c}{4\pi }}{\frac {H_{c}}{\lambda }}}
其中 {\displaystyle \lambda } 表示超导体的表面厚度。代入 {\displaystyle H_{c}} = 500 Oe 和 {\displaystyle \lambda } = 500 Å 可得大约 108 A/cm2 数量级的电流密度。